# Ôn, Tiêu Tác
Ôn (chữ Hán giản thể: 温县, âm Hán Việt: Ôn huyện) là một huyện thuộc địa cấp thị Tiêu Tác, tỉnh Hà Nam, Cộng hòa Nhân dân Trung Hoa, huyện Ôn có diện tích 462 km², dân số năm 2002 là 410.000 người. Mã số bưu chính của huyện Ôn là 454800, huyện lỵ đóng tại trấn Ôn Tuyền. Huyện Ôn được chia thành 7 trấn, 3 hương.
- Trấn: Ôn Tuyền, Triệu Bảo, Tường Van, Hoàng Trang, Vũ Đức, Phiên Điều và Nam Trương Khương.
- Hương: Nhạc Thôn, Chiêu Hiền và Bắc Lĩnh.